# Thug Matrix
Thug Matrix è il quinto album del rapper statunitense Tragedy Khadafi, pubblicato nel 2005 da Fastlife e Sure Shot. Prodotto anche da Havoc e The Alchemist, partecipano al disco Cormega, Nature, Raekwon e lo stesso Havoc. La produzione è in parte deludente e il tema dell'album è incentrato sulla violenza, dividendosi tra la «saggezza del ghetto» e il thug rap.
| Recensione | Giudizio |
| ---------- | -------- |
| RapReviews | [ 1 ]    |

## Tracce
| #  | Titolo                       | Featuring       | Autore musica | Durata |
| -- | ---------------------------- | --------------- | ------------- | ------ |
| 1  | "Intro"                      |                 | -             | 1:59   |
| 2  | "The Game"                   | Havoc           | Havoc         | 5:07   |
| 3  | "Break Bread"                | Cormega         | Now & Laterz  | 4:12   |
| 4  | "Gorilla Rap"                | Raekwon         | Scram Jones   | 2:57   |
| 5  | "On Grind"                   | Nature, Littles | Scram Jones   | 3:52   |
| 6  | "Love Is Love"               | Jinx            | The Alchemist | 3:36   |
| 7  | "No Equivalent"              | Cormega         | Ayatollah     | 2:31   |
| 8  | "Stay Free"                  | Littles         | The Alchemist | 4:05   |
| 9  | "Salute"                     |                 | Now & Laterz  | 2:54   |
| 10 | "I Don't Wanna Live No More" | Star Blaze      | Star Blaze    | 4:16   |
| 11 | "Aura"                       | Lady Repo       | Simon Wolf    | 2:16   |
| 12 | "Lyrical Calisthenics"       |                 | Asmatik       | 4:37   |
| 13 | "Straight Death"             |                 | Yatzee        | 5:29   |
| 14 | "Blinded By Science"         | Havoc           | Dams          | 2:27   |